# State of Grace
State of Grace est une chanson écrite et enregistrée par l'auteur-compositeur-interprète américaine Taylor Swift et est parue pour la première fois dans son quatrième album studio Red (2012). Big Machine Records a publié la chanson en téléchargement numérique, en tant que single promotionnel, le 16 octobre 2012. Swift l'a produit avec Nathan Chapman. State of Grace est une chanson d'arena rock qui comprend de la guitare et une batterie dynamique; c'est la première chanson de Red et parle des sentiments tumultueux provoqués par les premiers regards amoureux, donnant le ton à un album sur l'amour perdu.
Les critiques de musique notent que State of Grace a élargi le catalogue country pop de Swift. Ils louent son hymne et son émotion et l'ont rétrospectivement incluse parmi les meilleures chansons de Swift. State of Grace atteint un sommet dans le top 50 des classements en Australie, en Irlande, en Nouvelle-Zélande et au Royaume-Uni. Elle a atteint la neuvième place du Canadian Hot 100 et la 13e place du Billboard Hot 100 et est certifié disque d'or de la Recording Industry Association of America (RIAA).
Swift a publié une version ré-enregistrée de State of Grace, qu'elle a renommée State of Grace (Taylor's Version), dans son album de chansons ré-enregistrées, Red (Taylor's Version) (2021). State of Grace (Taylor's Version) atteint son sommet dans le top 10 des classements en Irlande, au Canada et à Singapour, et dans le top 20 en Nouvelle-Zélande, au Royaume-Uni et aux États-Unis.

## Contexte et publication
En octobre 2010, Taylor Swift publie son troisième album studio Speak Now, qu'elle a écrit et que Nathan Chapman a co-produit. L'album, ainsi qu l'album précédent (Fearless, sorti en 2008), contient du country pop. Dans Red, Swift vise à expérimenter au-delà du son country pop présent dans ses albums précédents. State of Grace est l'une des chansons que Swift a écrit à Nashville, dans le Tennessee, avant de se rendre à Los Angeles pour s'approcher des producteurs. Pour Red, Swift a co-produit cette chanson et huit autres avec Chapman State of Grace a été enregistrée par les ingénieurs Brian David Willis, Chad Carlson et Matt Rausch et mixé par Justin Niebank aux Blackbird Studios, à Nashville. Hank Williams a mastérisé la chanson au studio MasterMix de Nashville.
À partir du 24 septembre 2012, afin de promouvoir Red, Swift publie sur l'iTunes Store une chanson totues les semaines pendant quatre semaines, jusqu'au 22 octobre, date de sortie de l'album. State of Grace est sorti en tant que dernier single promotionnel de Red, le 16 octobre,.
Le 6 août 2021, Swift annonce que State of Grace et sa version acoustique seraient ré-enregistrées et renommées respectivement State of Grace (Taylor's Version) et State of Grace (Acoustic Version) (Taylor's Version) et seraient inclus en tant que première et vingtième chanson de son deuxième album ré-enregistré, Red (Taylor's Version), sorti le 12 novembre 2021 avec Republic Records.

## Musique et paroles
Les journalistes musicaux ont déclaré que la production à tendance rock de State of Grace s'écartait du style country pop des albums précédents de Swift, citant le groupe de rock irlandais U2 comme une influence possible,,. Le professeur de musique James Perone a déclaré que State of Grace rappelle le college rock des années 1980, tandis que Marc Hogan de anglais : Spin et Randall Roberts du Los Angeles Times ont comparé le style de la chanson à celui de l'album de U2 The Joshua Tree (1987),.
La chanson est lyriquement cohérente avec les thèmes romantiques fréquents dans la discographie de Swift et parle des sentiments tumultueux provoqués par les premiers regards amoureux,. La chanson utilise l'effet Larsen et la réverbération pour les guitares et Swift chante fort et avec des syllabes allongées,. Dans le deuxième couplet, la guitare basse s'arrête pendant un moment et Swift chante: « We are alone, just you and me / Up in your room and our slates are clean ». (« Nous sommes seuls, seulement toi et moi / Dans ta chambre et notre table est rase »),. Le tempo de la chanson s'accélère alors que Swift chante avec une batterie rapide et des guitares propulsant en arrière-plan. Selon Grady Smith d'Entertainment Weekly, contrairement à la narration complexe habituelle de Swift, State of Grace met l'accent sur la production. Smith écrit que le son débordant représente le thème de la chanson, un « sens naissant d'émerveillement triomphant qui accompagne l'amour. »
Plusieurs critiques musicaux ont souligné la maturité de l'écriture de Swift dans State of Grace. Selon Hogan, les paroles sont édifiantes, car Swift ne cherche pas à se venger d'une relation ratée, prenant les paroles suivantes comme exemple: « And I never saw you coming / And I'll never be the same » (« Et je ne t'ai jamais vu venir / Et je ne serai jamais la même [personne] »). Dans une critique pour The Atlantic, Brad Nelson a déclaré que Swift avait introduit plus de nuances dans le récit que dans ceux de ses précédentes chansons d'amour et après des paroles clichées sur l'amour: « We fall in love till it hurts or bleeds / or fades in time » (« Nous tombons en amour jusqu'à ce que ça fasse mal ou que ça saigne / ou que ça s'estompe avec le temps »), elle « devient écrivaine » avec les paroles du deuxième couplet:  « We are alone, just you and me / Up in your room and our slates are clean / Just twin fire signs / four blue eyes » (« Nous sommes seuls, seulement toi et moi / Dans ta chambre et notre table est rase / Seulement des signes de feu jumeaux / quatre yeux bleus »), utilisant « le genre de détails qui se détachent d'un récit et s'étendent dessus comme des nuages », rappelant à Nelson le travail des auteurs-compositeurs de Steely Dan, Walter Becker et Donald Fagen. La chanson se termine par les paroles: « Love is a ruthless game / unless you play it good and right » (« L'amour est un jeu impitoyable / sauf si tu y joues bien »), ce qui se prête bien à un album à propos des sentiments complexes résultant d'une histoire d'amour finie,.

## Spectacles en direct

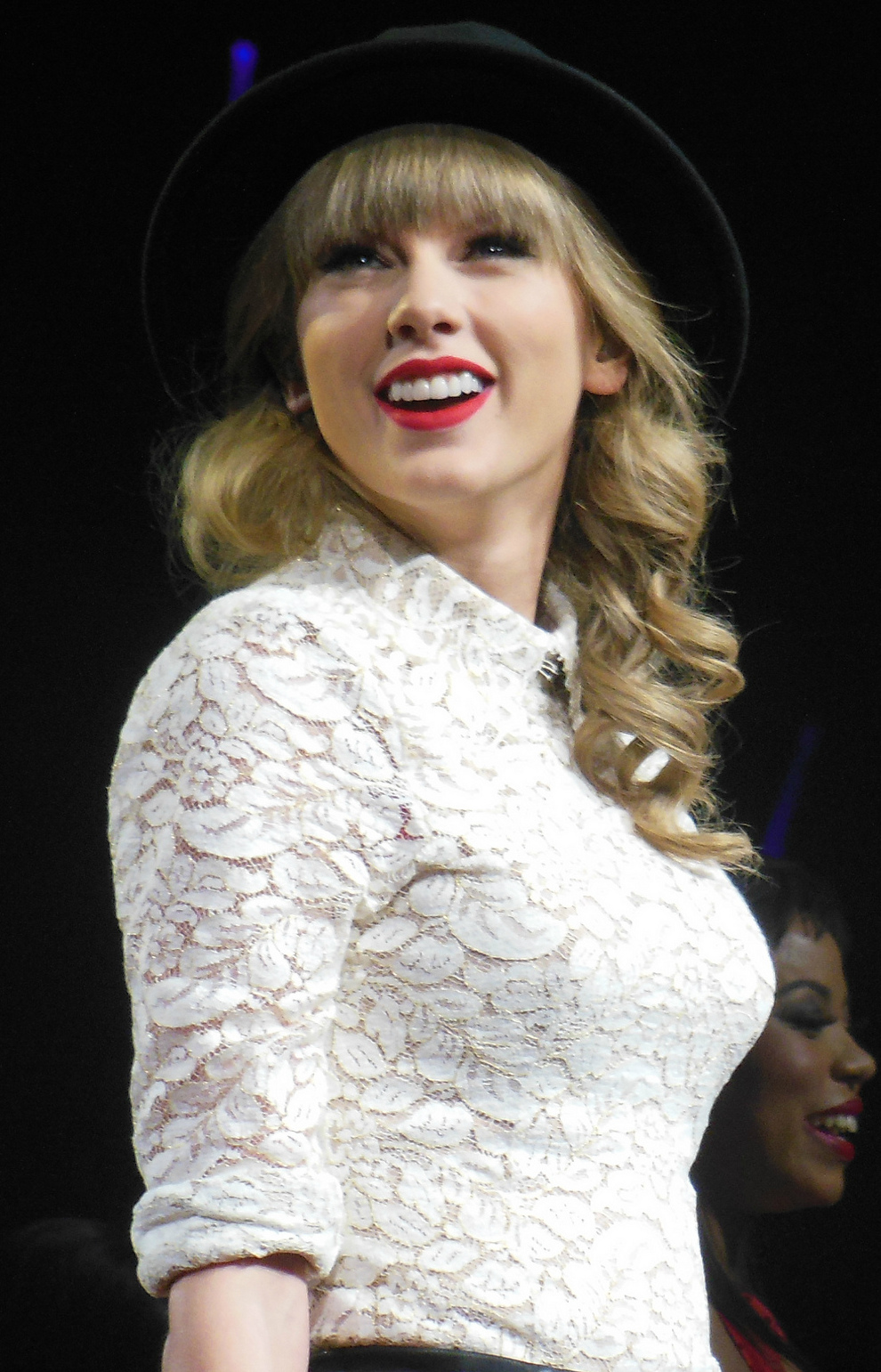
Swift lors de Red Tour (2013), où elle a interprété State of Grace.

Swift interprète State of Grace en direct pour la première fois le 15 novembre 2012, lors de la deuxième saison du The X Factor américain. Elle interprète ensuite la chanson le 7 décembre 2012 au Z100 Jingle Ball au Madison Square Garden, à New York. La chanson était la première dans l'ordre des chansons jouées à chaque spectacle du Red Tour (2013-14). Swift interprète la chanson le 10 juillet 2018, lors d'un concert à Landover, dans le Maryland de son Reputation Stadium Tour.

## Accueil
À sa sortie, State of Grace a reçu des critiques positives. Grady Smith de Entertainment Weekly passé le commentaire suivant à propose du son rock de la chanson : « les pauses instrumentales prolongées offrent un impact plus puissant et plus mature que le culot standard de Swift. » Marc Hogan de Spin salué la production comme « brutalement efficace » et August Brown du Los Angeles Times déclare que le morceau était la chanson la plus prometteuse de Red.
Adam Graham du Detroit News félicite le style d'écriture de Swift, qu'il dit avoir créé « des moments d'intimité au sein des sons en plein essor », qui ont présenté un nouvel aspect du talent artistique de Swift. Jason Lipshutz de Billboard commente à propos de « l'émotion profonde » de la chanson et l'a qualifiée d'expérimentation audacieuse de Swift avec l'arena rock.

## Crédits et personnel

### State of Grace(2012)
- Taylor Swift  – voix, écriture, production
- Nathan Chapman  – production, guitare
- Justin Niebank – mixage audio
- Brian David Willis – ingénieur
- Chad Carlson – ingénieur
- Hank Williams – mastering
- Drew Bollman – assistant mixeur
- Leland Elliott – assistant ingénieur d'enregistrement
- Nick Buda – batterie
- Eric Darken – percussion

### State of Grace (Taylor's Version)(2021)
- Taylor Swift – voix, écriture, production[23]
- Christopher Rowe – production, ingénieur de voix[23]
- David Payne – ingénieur d'enregistrement[23]
- Dan Burns – ingénieur additionnel[23]
- Austin Brown – assistant ingénieur, assistant éditeur[23]
- Bryce Bordone – ingénieur[23]
- Derek Garten – ingénieur, éditeur[23]
- Serban Ghenea – mixage audio[23]
- Amos Heller – guitare basse[23]
- Matt Billingslea – batterie, percussion, vibraphone[23]
- Max Bernstein – guitare électrique[23]
- Mike Meadows – guitare électrique, synthétiseurs[23]
- Paul Sidoti – guitare électrique[23]
- Jonathan Yudkin – instruments à cordes [23]